# Rhadinodontoplisus luteus
Rhadinodontoplisus luteus är en stekelart som beskrevs av Heinrich 1938. Rhadinodontoplisus luteus ingår i släktet Rhadinodontoplisus och familjen brokparasitsteklar. Inga underarter finns listade i Catalogue of Life.